# Kovček
Kovček je priprava, najpogosteje pravokotne oblike, s pokrovom, ročajem in (ali) kolesi, namenjena prenašanju osebne prtljage in predmetov med potovanjem. Kovček se uporablja tudi za shranjevanje osebnih predmetov, obleke dokumentov idr. v stanovanjih. Kovčki so usnjeni, leseni, pleteni, platneni, kovinski in plastični. 
Lesene kovčke so uporabljali povečini v srednjem veku. V devetnajstem stoletju so bili najbolj razširjeni usnjeni in pleteni kovčki, imenovani tudi potovalne košare, ki do se kot značilnost podeželja ohranili še nekaj let po drugi svetovni vojni. Posebne in namenske vrste kovčkov so vojaški, izseljenski z značilnim izbočenim pokrovom, violinski idr. 
Kovčke so v precejšnji meri nadomestile potovalke - potovalne torbe in močnejšega blaga, sintetike ali usnja.